# 전일방송
전일방송(全日放送)은 전라남도 광주시에 1971년 4월 24일 개국한 전남지역 최초의 민영 방송이었다. 1980년 언론통폐합 조치로 인해 한국방송공사에 흡수합병되어, 언론 통폐합 조치 직후 전일방송은 KBS 광주 라디오 제3방송이 되었다. 다만, 약칭은 VOC(Voice of Chonil)이며, 전남일보를 모체로 하는 중파 라디오 방송국이나 동양방송과 네트워크 협정을 체결한 상태로 추정된다.

## 주파수
- 중파 : 1224KHz
- 호출 부호 : HLAA
- 출력 : 20kw
- 비고 : 1971년 4월 24일(개국 당시)부터 1978년 11월 23일(10kHz에서 9kHz 주파수 간격 변경 직전)까지는 MW 1220KHz를 사용하였다.

## 같이 보기
- 동양방송
- 서해방송
- 한국FM
- KBS광주방송총국

1. ↑  1981년 9월 7일부터 KBS 광주 제2라디오로 전환되었으며, 2000년 이후 KBS 광주 제3라디오로 대체되었다.